# Грязная война (Аргентина)
«Грязная война» в Аргентине (исп. Guerra Sucia en la Argentina) — общее название для мер государственного терроризма (массовые похищения, пытки, бессудные казни), предпринимавшихся аргентинскими военными диктатурами и достигших наивысшей точки во время правления последней в XX веке военной хунты в 1976 — 1983 годах.
Являлась частью операции «Кондор».

## История
24 марта 1976 года армия под руководством Хорхе Виделы совершила переворот и свергла президента Исабель Перон. С помощью военных Видела получил широкие полномочия, что привело к нарушениям прав человека в Аргентине. Проводились массовые аресты, задержанных подвергали пыткам и часто убивали. За время хунты физически было уничтожено 10 тысяч человек, 30 тысяч исчезли бесследно, и ещё 60 тысяч по политическим мотивам были подвергнуты длительным срокам заключения, пыткам и насилию. Основными жертвами «Грязной войны» были левые активисты, включая деятелей профсоюзного движения, студентов, журналистов, марксистов и перонистов.
Хунта рухнула в 1983 году, вскоре после поражения Аргентины в Фолклендской войне.
После смены правительства по поручению президента Рауля Альфонсина была создана Национальная Комиссия по делу о массовом исчезновении людей (CONADEP), которую возглавил известный писатель Эрнесто Сабато. По итогам расследования, проходившего в 1983—1984 годах, им был опубликован доклад под названием «Никогда больше».
В июле 2012 года бывшие правители страны Хорхе Видела (правил в 1976—1981 годах) и Рейнальдо Биньоне (1982—1983 годы) были признаны аргентинским судом виновными в организации похищения детей у женщин-политзаключённых. Установлено, что по их приказу десятки матерей были насильственно лишены детей (их потом отдавали в другие семьи, чаще всего офицерские), а затем убиты. Видела и Биньоне (их возраст на момент вынесения приговора превышал 80 лет) получили за свои преступления соответственно 50 и 30 лет тюремного заключения.

## Отражение в искусстве
- м/ф «Ико — отважный жеребёнок» (1983), аллюзия на события
- х/ф «Официальная версия» (1985), получил премию «Оскар» в номинации «Лучший фильм на иностранном языке».
- х/ф Смерть и девушка (1994)
- х/ф «Гараж «Олимпо»» (1999)
- х/ф «Время бабочек» / «In the Time of the Butterflies» (США — Мексика, 2001)
- х/ф «Мечтая об Аргентине» (2003)
- х/ф «Чёрная гвоздика» / «en:The Black Pimpernel» (Швеция, 2007)
- х/ф «Два папы» (2019)
- «Камчатка» — роман Марсело Фигераса, опубликованный в 2002 году
  - х/ф «Камчатка» (2002)
- х/ф «Аргентина, 1985» (2022), получил премию «Золотой глобус» в номинации «Лучший фильм на иностранном языке»
- х/ф Страсть, любовь и ненависть в Буэнос-Айресе (2022)